# Káposztás Pál
Káposztás Pál Kálmán (Rozsnyó, 1893. június 29. – Budapest, 1957. szeptember 4.) bányamérnök. A műszaki tudományok kandidátusa (1954), a műszaki tudományok doktora (posztumusz, 1958).

## Életpályája
Középiskolai tanulmányait Rozsnyón végezte. 1912–1918 között a Selmecbányai Akadémián tanult tovább. Az I. világháborúban (1916–1918) üzemmérnökként szerbiai katonai bányászati üzemekben szolgált (Majdanpek, Rudnik). 1919–1920 között az ausztriai Gewerkschaft Rathausberg bányáiban altáróépítő mérnök volt. 1920-ban a soproni Bányászati és Kohászati Főiskolán bányamérnök lett. 1920–1927 között a királd-putnoki szénbányák üzemmérnöke volt. 1927-ben doktorált a budapesti tudományegyetemen földtanból. 1927–1934 között a majdanpeki réz- és kovandbányák igazgató-mérnöke volt. 1934–1935 között Belgrádban és Budapesten magánmérnök volt. 1935–1937 között a Fővárosi Vízművek és a Fővárosi Elektromos Művek alagútépítési bányászati szakértője volt. 1938–1945 között a HFK Aknamélyítő és Bányászati Mélyépítő Vállalat vezető mérnöke és társtulajdonosa volt. 1946-ban a szénbányászat államosítási főmegbízottjának bányászati előadója volt. 1946-ban a budapesti tudományegyetemen magántanári képesítést szerzett. 1946–1948 között az államosított szénbányák műszaki ügyvezető igazgatója volt. 1946–1952 között a Pázmány Péter Tudományegyetem, illetve az Eötvös Loránd Tudományegyetem Élet- és Földtudományi Kar Földtani Intézete magántanára volt. 1949–1950 között a Szénbányászati Kutatólaboratórium osztályvezetője volt. 1950–1952 között a Földalatti Vasúttervező Vállalat, illetve az Út- és Vasúttervező Vállalat (UVATERV) vezető tervezőmérnöke volt. 1952. augusztus 6-án az ún. bányamérnöki perben bányászati szabotázscselekmény szervezése koholt vádjával az ÁVH letartóztatta, ahonnan 1953-ban szabadult.

### Munkássága
Elsőként hívta fel a figyelmet a sűrített levegőben végzett méréseknél fellépő fénytörés hatására. Több tanulmánya jelent meg a bányageológia és a bányászati mélyépítés köréből bel- és külföldi szaklapokban. Jelentős találmányai és újításai: a Káposztás-féle dobzsilip (1950), táróhajtás úszóhomokban vasbordákkal (1951), táróhajtás úszóhomokban zárt pajzzsal (1956).

## Családja
Szülei: Káposztás Pál és Kovács Amália voltak. 1923-ban, Rozsnyón házasságot kötött Katona Jolánnal.
Sírja a Farkasréti temetőben található (30/2-1-107/108).

## Művei
- Királd környékének bányageológiai viszonyai és azok befolyása a bányaművelés egyes fázisaira (egyetemi doktori értekezés, Budapest, 1927)
- Kőzetföldtani adatok az észak-keletszerbiai Majdanpek ércelőfordulásának ismeretéhez. – Petrographische und geologische Beiträge zur Kenntnis des Erzverkommens von Majdanpek in Serbien. 3 táblával és 2 térképpel. (Földtani Közlöny, 1934 és külön: Budapest, 1934)
- Újabb adatok a csapás-dőlés feladataihoz (Földtani Közlöny, 1947)
- Fagyasztásos talajszilárdítás a mélyépítésben (Magyar Közlekedés, Mély- és Vízépítés, 1950)
- Földtani szerkesztések és számítások (egyetemi jegyzet, Budapest, 1950)
- Földtani térképezés (egyetemi jegyzet, Budapest, 1950)
- A táróhajtás újabb gépi berendezései (Bányászati és Kohászati Lapok, 1950; és külön: A Szénbányászati Ipari Központi Kutató Laboratórium Közleményei. 1. Budapest, 1951)
- A fagyasztásos talajszilárdítás tudományos alapelvei és tervezési előírásai (A Földalatti Vasúttervező Vállalat kiadványa; Budapest, 1951)
- Műszaki és alkalmazott földtan. Káposztás Pál előadásai nyomán összeállította: Reményi Péter. (Az ELTE TTK kiadványa; Budapest, 1951)
- Térképezési ismeretek (Az ELTE TTK kiadványa. Budapest, 1951)
- A táróhajtás szellőztetése (Bányászati és Kohászati Lapok, 1955 és a Bányászati Kutató Intézet Közleményei 58. Budapest, 1955)[5]
- A táróhajtás szellőztetése (Monográfia és doktori értekezés is. 59 ábrával; Budapest, 1956)